# Stříbrná hvězda
Stříbrná hvězda (anglicky Silver Star Medal) je vyznamenání Ozbrojených sil Spojených států amerických založené roku 1942. Udílena je za chrabrost v boji proti nepříteli.

## Historie
Stříbrná hvězda nahradila dne 9. července 1918 kongresem založenou Citační hvězdu (Citation Star). Toto vyznamenání bylo založeno během první světové války. Hvězda se připevňovala ke stuze příslušné medaile za tažení. Ve své podstatě nebyla hvězda nezávislým oceněním. V roce 1920 bylo podobné ocenění založeno i pro námořnictvo a námořní pěchotu. I toto vyznamenání mělo podobu stříbrné hvězdy. Dne 19. července 1932 ministr války schválil přeměnu Citační hvězdy na Stříbrnou hvězdu. Původní hvězda byla začleněna do nové medaile. Vzhled nové medaile navrhla klenotnická firma Bailey, Banks and Biddle.
V roce 1942 se Stříbrná hvězda stala vyznamenáním za odvahu projevenou v boji proti nepříteli. Status vyznamenání byl stanoven zákonem amerického Kongresu ze dne 7. srpna 1942 pro příslušníky námořnictva a námořní pěchoty a zákonem amerického Kongresu ze dne 15. prosince 1942 pro příslušníky armády.
Armáda Spojených států amerických udílela toto vyznamenání pod názvem Stříbrná hvězda. Námořnictvo, námořní pěchota, letectvo, vesmírné síly a pobřežní stráž udílela toto vyznamenání pod názvem Medaile stříbrné hvězdy. Od 21. prosince 2016 uvádí ministerstvo obrany toto vyznamenání pod názvem Medaile stříbrné hvězdy.

## Pravidla udílení
Medaile se udílí za statečnost v boji proti nepříteli, pokud povaha akce nesplňuje kritéria pro udělení některého z vyšších ocenění za chrabrost (Kříž za vynikající službu, Námořní kříž, Letecký kříž a Kříž pobřežní stráže). K projevu statečnosti muselo dojít při akci proti nepříteli, při vojenských operacích zahrnujících konflikt se zahraničními nepřátelskými silami, nebo při službě u spřátelených ozbrojených sil, zapojených do ozbrojeného konfliktu proti nepřátelským silám, kdy USA nejsou útočníkem.
Piloti letectva a letci námořnictva a námořní pěchoty, létající na stíhacích letounech, jsou vyznamenávání tímto oceněním zpravidla poté, co se stanou leteckým esem (po pěti a více potvrzených vzdušných sestřelech).
Medaile může být udělena i vojákům cizích zemí a americkým i zahraničním civilistům.

## Popis medaile
Medaile má tvar pozlacené bronzové hvězdy o průměru 38 mm. Uprostřed je vavřínový věnec. Uvnitř věnce je postříbřená hvězdička. Se stříbrné hvězdičky vychází stylizované paprsky. Na zadní straně je nápis na dvou řádcích FOR GALLANTRY IN ACTION. Pod tímto nápisem je vyryto jméno příjemce.
Hvězda je připojena k bloku ve tvaru pětiúhelníku potaženém stuhou. Stuha je široká 35 mm. Skládá se z devíti pruhů umístěných symetricky kolem středové osy. Zleva doprava se jedná o modrý proužek široký 2,4 mm, bílý proužek široký 1,2 mm, modrý proužek široký 5,5 mm, bílý proužek široký 5,5 mm, červený proužek široký 5,5 mm a opět bílý proužek široký 5,5 mm, modrý proužek široký 5,5 mm, bílý proužek široký 1,2 mm a modrý proužek široký 2,4 mm.
Při opakovaném udělení tohoto vyznamenání je ke stuze v případě armády a letectva připojena spona ve tvaru dubových listů, které jsou bronzové či stříbrné, v případě námořnictva, námořní pěchoty a pobřežní stráže jsou ke stuze připojeny zlaté či stříbrné hvězdy.